# Watertransportsysteem

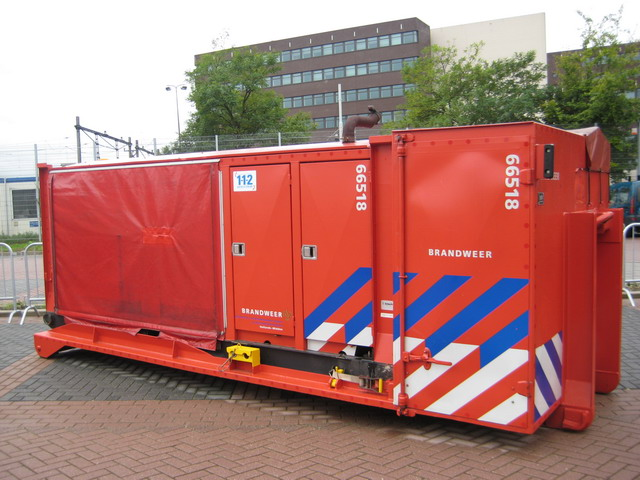
Een haakarmbak met een WTS-1000. Links op de foto de dompelpomp (achter het zeil). Rechts achter, onder het puntdakje de 1000 meter slang. De kast rechtsvoor biedt ruimte aan gereedschap en twee slangenbruggen

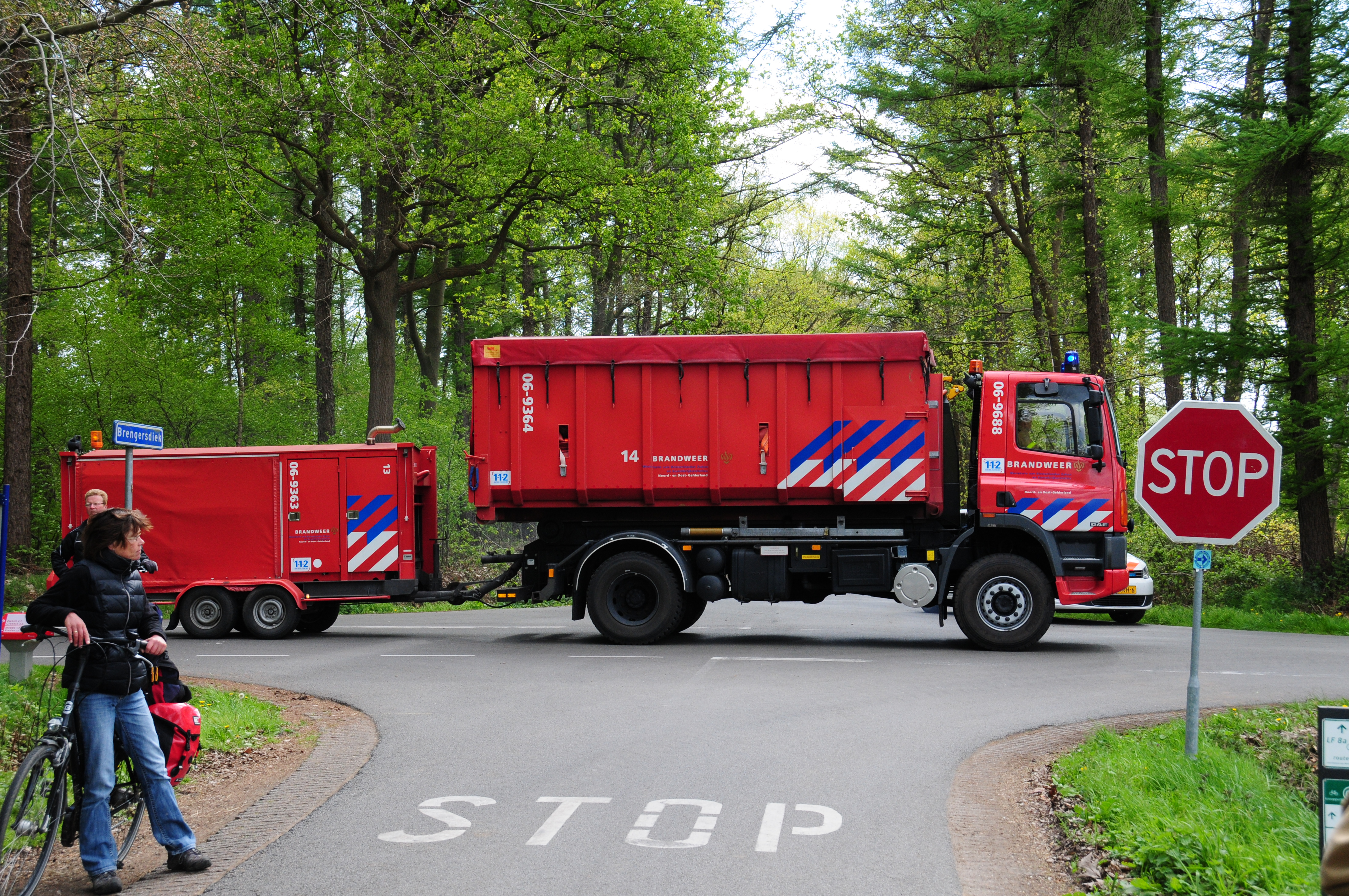
De WTS-2500 van kazerne Winterswijk uit de regio Noord en Oost Gelderland

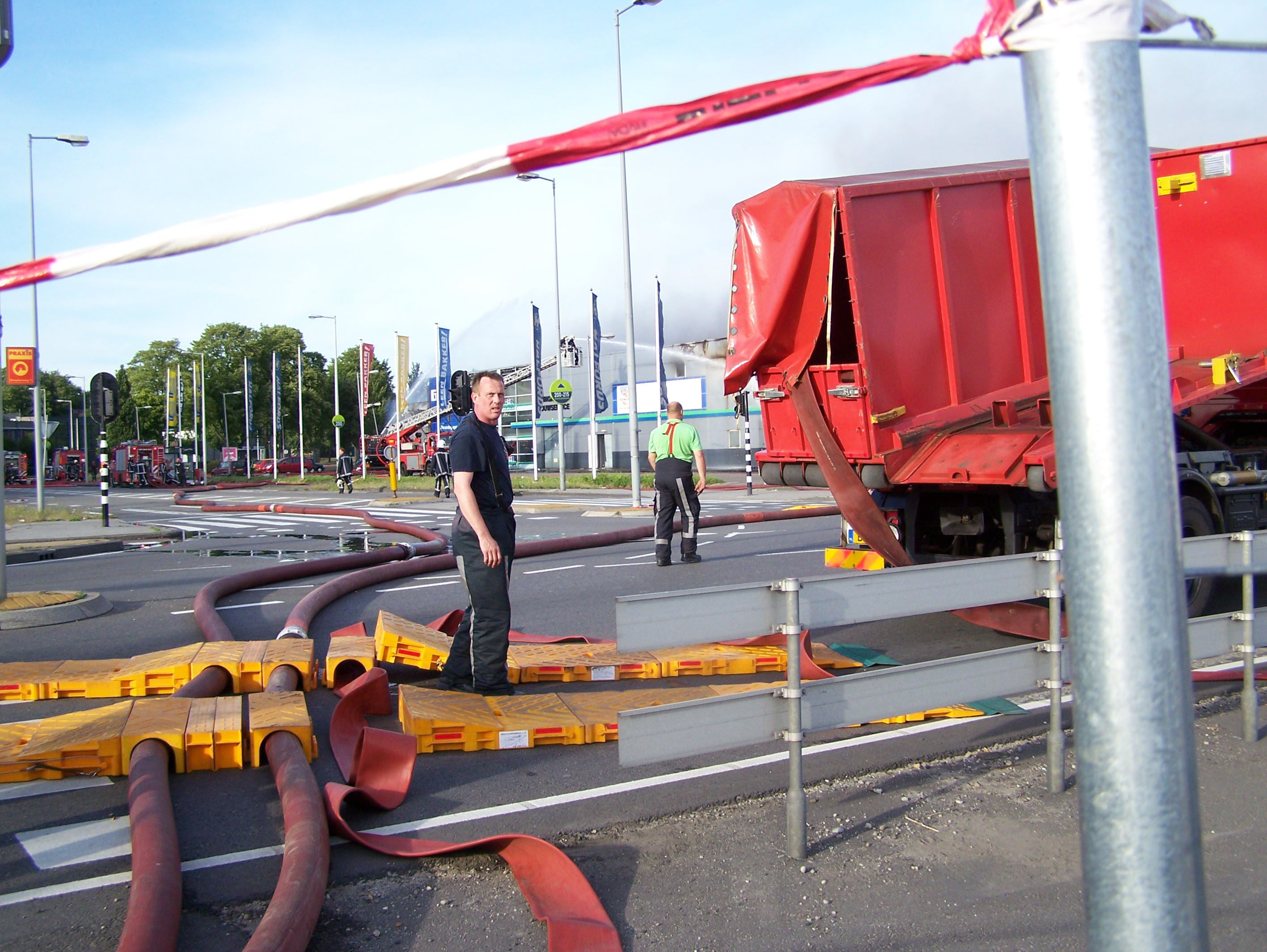
Het watertransportsysteem WTS-1000 bij een zeer grote brand in Amsterdam. Twee slangen liggen al op de grond, de derde wordt uitgelegd vanuit de vrachtwagen. Alle slangen lopen naar een eigen dompelpomp die water verpompt naar alle blusvoertuigen door middel van de slangen.

Het Watertransportsysteem (WTS), ook wel Groot Watertransport genoemd, is het systeem waarmee de (Nederlandse) brandweer grote hoeveelheden bluswater over grote afstanden kan transporteren. Het systeem wordt ingezet bij branden op een locatie waar te weinig bluswater voorhanden is. Hierbij gaat het dan vaak om relatief grote branden in de binnenstad, het buitengebied of in grote bedrijfsgebouwen.
Het Watertransportsysteem kent drie varianten. Omdat de opbouw van het WTS bijna altijd een dringende zaak is, is gekozen voor standaard modellen die afhankelijk van de situatie ingekort kunnen worden. De opbouw van een WTS inclusief de aanrijtijd bedraagt ongeveer een uur. Bij een lengte van 2500 meter bedraagt de inhoud van de slangen ongeveer 45.000 liter, bij een pompcapaciteit van 2000 liter per minuut is de vultijd dan al ruim 20 minuten. Vanwege de afstanden en de complexiteit van het systeem beschikt de bemanning over een aparte gespreksgroep binnen het C2000 communicatienetwerk.

## Varianten

### WTS-200
Het WTS-200 heeft een maximale lengte van 200 meter met twee tankautospuiten (TAS) om het water te verpompen. De eerste TAS is de "haler" en pompt het water op. Via twee parallel aan elkaar lopende slangen met een lengte van 200 meter en een diameter van 75 millimeter wordt het water naar de "blusser" gebracht. De capaciteit bedraagt 2000 liter per minuut.

### WTS-1000
Het WTS-1000 heeft een maximale lengte van 1.000 meter en een capaciteit van 4.000 liter per minuut. Bij een lengte van 500 meter kan de capaciteit tot 8.000 liter per minuut bedragen. De voeding gebeurt door middel van een hydraulisch aangedreven HSP-7 dompelpomp. De dompelpomp van het watertransportsysteem is gemonteerd in een verrijdbaar frame met een kunststof drijver. De transportleiding bestaat uit een enkele leiding bestaande uit slangen met een diameter van 150 mm ofwel 6 inch.
Het materiaal, de slangen en de dompelpomp, wordt aangevoerd op een haakarmbak. De dompelpomp wordt van de bak gehaald nabij het water, de slang wordt al rijdend uitgevouwen. De slangen zijn al aan elkaar gekoppeld en liggen in lussen in de slangenbak. Het opbouwen van een WTS-1000 duurt ongeveer 30 minuten.

### WTS-2500
Het WTS-2500 heeft een lengte van 2.500 meter en een capaciteit van 2.000 liter per minuut. De voeding gebeurt door middel van een hydraulische dompelpomp. De transportleiding bestaat uit een enkele leiding bestaande uit slangen met een diameter van 150 mm. In totaal is 3.000 meter slang in de haakarmbak aanwezig. De regio (Gelderland-Zuid) zet het systeem in onder de naam WTS-3000.
Het plaatsen van een tweede dompelpomp heeft weinig nut omdat de maximale druk (10 bar) in combinatie met lengte van de leiding de capaciteit beperkt tot 2.000 liter/minuut. De capaciteit is dus net voldoende om een enkele tankautospuit te voeden. Eventueel kunnen twee tankautospuiten ook de dompelpomp vervangen. De pompcapaciteit is voldoende om een lengte van 6.500 meter te overbruggen aangenomen dat er voldoende slangen aanwezig zijn. Het opbouwen van een WTS-2500 duurt ongeveer 40 minuten
In tegenstelling tot het WTS-1000 bevindt de dompelpomp zich op een aparte aanhanger omdat de haakarmbak geheel gevuld is met slangen. De pomp is in principe dezelfde als bij het WTS-1000.

## Maatwerk
Binnen de Nederlandse brandweer wordt ook gebruik gemaakt van maatwerk WTS-voertuigen die zijn afgestemd op de behoeftes binnen een bepaalde Veiligheidsregio. In Veiligheidsregio Brabant-Zuidoost zijn anno 2022 zes WTS-500 voertuigen in gebruik. Veiligheidsregio Hollands Midden beschikt over drie WTS-500 voertuigen in combinatie met een 10.000 liter watertank. Dit combivoertuig kan op verschillende manieren worden ingezet. Ook de Veiligheidsregio IJsselland beschikt over drie WTS-500 voertuigen.
Veiligheidsregio Kennemerland kent een ander concept. Daar zijn de verschillende functionaliteiten per voertuig opgebouwd, een Waterwagen, een Slangenwagen met 2 km 8" slang en een Pompwagen met kraan voor de hydraulische dompelpomp. Er zijn in totaal acht Waterwagens, vier Slangenwagens en vier Pompwagens.